# Caecognathia antarctica
Caecognathia antarctica är en kräftdjursart som först beskrevs av Studer 1884.  Caecognathia antarctica ingår i släktet Caecognathia och familjen Gnathiidae. Inga underarter finns listade i Catalogue of Life.